# SITAM
Il SITAM (acronimo di Sistema Integrato Trasporti Area Milanese) è stato un sistema tariffario integrato in vigore nell'area metropolitana milanese.

## Storia
Il sistema è stato introdotto nel 1989 e vi aderivano, oltre all'azienda municipalizzata di trasporti ATM, la maggior parte dei gestori delle linee automobilistiche interurbane.
L'area SITAM era divisa in corone circolari concentriche, ognuna delle quali era suddivisa in più zone; tale sistema veniva utilizzato per calcolare la tariffa di viaggio, indipendentemente dal gestore utilizzato.
Le linee ferroviarie regionali, compreso il servizio ferroviario suburbano, tuttavia, non erano integrate nella tariffa SITAM, diminuendo notevolmente l'integrazione, e quindi l'efficacia del sistema.
A partire dal 15 luglio 2019 SITAM è stato sostituito da STIBM (Sistema Tariffario Integrato Bacino di Mobilità).

## Modalità di utilizzo
I biglietti e abbonamenti mensili o annuali SITAM esistenti consentivano l'accesso ai treni Trenord esclusivamente entro le stazioni urbane di Milano, mentre i tesserini lavoratori settimanali per pendolari emessi da Trenord consentivano l'accesso ai mezzi ATM nell'area urbana di Milano. 
L'unica tipologia di abbonamento SITAM che permetteva l'utilizzo dei treni Trenord fuori dalle stazioni cittadine, fino ai limiti previsti per ciascun'area di validità era il "settimanale d'area" con i seguenti limiti territoriali:
Area piccola: area ferroviaria urbana di Milano (passante compreso), tratte urbane e interurbane fino a:
- S1/S3 Bollate Nord;
- S2/S4 Cormano-Cusano Milanino;
- S1 San Donato Milanese.

Area media: area ferroviaria urbana di Milano (passante compreso), tratte urbane e interurbane fino a:
- S1/S3 Caronno Pertusella;
- S2/S4/R Cesano Maderno;
- S1 Melegnano;
- S6 Corbetta-Santo Stefano Ticino.

Area grande: area ferroviaria urbana di Milano (passante compreso), tratte urbane e interurbane fino a:
- S1/S3/R Saronno;
- R Rescaldina;
- S2/R Meda;
- S4 Camnago;
- S1/R Lodi;
- S9/R Albairate.

Area plus 1: area ferroviaria urbana di Milano (passante compreso), tratte urbane e interurbane fino a:
- R Busto Arsizio FN/Turbigo;
- S2/R Meda;
- S4 Camnago;
- S13 Certosa di Pavia;
- S5/R Treviglio;
- S5/R Busto Arsizio FS;
- S8 Olgiate-Calco-Brivio;
- S11 Cantù-Cermenate;
- R Vigevano.